# Brebeni (okręg Aluta)
Brebeni – wieś w Rumunii, w okręgu Aluta, w gminie Brebeni. W 2011 roku liczyła 272 mieszkańców.